# Championnats du monde de trampoline 2013
Navigation
Édition précédente Édition suivante
Les championnats du monde de trampoline 2013, vingt-neuvième édition des championnats du monde de trampoline, ont eu lieu du 7 au 10 novembre 2013 à Sofia, en Bulgarie.

## Podiums
| Épreuves                                    | Or                                           | Argent                                    | Bronze                                        |
| ------------------------------------------- | -------------------------------------------- | ----------------------------------------- | --------------------------------------------- |
| Hommes                                      |                                              |                                           |                                               |
| Trampoline par équipes résultats détaillés  | Chine                                        | Russie                                    | Australie                                     |
| Double Mini par équipes résultats détaillés | États-Unis                                   | Canada                                    | Royaume-Uni                                   |
| Tumbling par équipes résultats détaillés    | Russie                                       | Chine                                     | Royaume-Uni                                   |
| Individuel résultats détaillés              | Dong Dong (CHN)                              | Xiao Tu (CHN)                             | Sergei Azarian (RUS)                          |
| Double Mini résultats détaillés             | Mikhail Zalomin (RUS)                        | Alexander Renkert (USA)                   | Bruno Nobre (POR)                             |
| Tumbling résultats détaillés                | Kristof Willerton (GBR)                      | Tagir Murtazaev (RUS)                     | Grigory Noskov (RUS)                          |
| Synchro résultats détaillés                 | Manabu Yamaguchi (JPN) Yasuhiro Ueyama (JPN) | Mikhail Melnik (RUS) Sergei Azarian (RUS) | Peter Jensen (DEN) Christian Andersen (DEN)   |
| Femmes                                      |                                              |                                           |                                               |
| Trampoline par équipes résultats détaillés  | Royaume-Uni                                  | Canada                                    | Biélorussie                                   |
| Double Mini par équipes résultats détaillés | États-Unis                                   | Canada                                    | Russie                                        |
| Tumbling par équipes résultats détaillés    | Chine                                        | Russie                                    | Royaume-Uni                                   |
| Individuel résultats détaillés              | Rosannagh MacLennan (CAN)                    | Xingping Zhong (CHN)                      | Dan Li (CHN)                                  |
| Double Mini résultats détaillés             | Kristle Lowell (USA)                         | Svetlana Balandina (RUS)                  | Jasmin Short (GBR)                            |
| Tumbling résultats détaillés                | Fangfang Jia (CHN)                           | Lucie Colebeck (GBR)                      | Lingxi Chen (CHN)                             |
| Synchro résultats détaillés                 | Katherine Driscoll (GBR) Amanda Parker (GBR) | Dan Li (CHN) Xingping Zhong (CHN)         | Diana Kliuchnyk (UKR) Nataliia Moskvina (UKR) |

## Tableau des médailles
| Rang | Nation      | Or | Argent | Bronze | Total |
| ---- | ----------- | -- | ------ | ------ | ----- |
| 1    | Chine       | 4  | 4      | 2      | 10    |
| 2    | Royaume-Uni | 3  | 1      | 4      | 8     |
| 3    | États-Unis  | 3  | 1      | 0      | 4     |
| 4    | Russie      | 2  | 5      | 3      | 10    |
| 5    | Canada      | 1  | 3      | 0      | 4     |
| 6    | Japon       | 1  | 0      | 0      | 1     |
| 7    | Biélorussie | 0  | 0      | 1      | 1     |
| 7    | Australie   | 0  | 0      | 1      | 1     |
| 7    | Danemark    | 0  | 0      | 1      | 1     |
| 7    | Portugal    | 0  | 0      | 1      | 1     |
| 7    | Ukraine     | 0  | 0      | 1      | 1     |